# (2221) Chilton
(2221) Chilton (1976 QC) – planetoida z grupy pasa głównego asteroid okrążająca Słońce w ciągu 4,17 lat w średniej odległości 2,59 au Odkryta 25 sierpnia 1976 roku.